# Halotano
O halotano é um agente anestésico volátil halogenado líquido, da família dos haloalcanos, utilizado para a indução e manutenção da anestesia geral. Um dos seus benefícios está no controlo do aumento de produção de saliva, podendo ser particularmente útil para doentes difíceis de ventilar ou intubar. O halotano é administrado por inalação. Não causa irritação, é bem tolerado e é um potente hipnótico.
Os efeitos colaterais incluem arritmia cardíaca, hipoventilação (depressão respiratória) e problemas hepáticos. É contra-indicado para pacientes com antecedentes de hipertermia malígna ou naqueles susceptíveis e ainda em pacientes com porfiria hepática pois o seu metabólito é altamente tóxico. Não é certo se o uso em mulheres grávidas pode ou não ser prejudicial para a criança, e normalmente não é recomendável o seu uso durante uma cesariana. O halotano é uma molécula quiral que é utilizada como uma mistura racémica.
O halotano foi descoberto em 1955. Consta na Lista de Medicamentos Essenciais da Organização Mundial de Saúde, considerados os medicamentos mais eficazes e seguros para responder às necessidades de um sistema de saúde. A partir de 2014, o preço de venda nos países em desenvolvimento passou a ser entre 22 e 52 dólares americanos por cada frasco de 250 ml. O seu uso em países desenvolvidos tem sido em grande parte substituído por novos agentes como o sevoflurano. O halotano não se encontra mais disponível comercialmente nos Estados Unidos.

## Contraindicações
É contraindicado em pacientes com história prévia de hipertermia maligna ou naqueles suscetíveis e ainda em pacientes com insuficiência hepática pois o seu metabólito é altamente tóxico.
Causa hepatopatia leve em 20 a 25% dos pacientes e raramente lesão hepática grave (1/35000 em adultos).
Dados de experimentos em animais indicaram que o halotano pode ter potencial teratogênico em algumas espécies, sendo o seu uso não recomendado durante a gravidez.

## Preparação
Um dos métodos de preparação do halotano consiste na reação de adição de ácido fluorídrico ao tricloroetileno em presença de tricloreto de antimônio seguida de uma reação de substituição com bromo: